# Lombard Street (Londyn)
Lombard Street – ulica w centralnym Londynie, w City of London, niegdyś główne centrum finansowe brytyjskiej stolicy. Ulica prowadzi od skrzyżowania Bank na zachodzie do skrzyżowania z Gracechurch Street na wschodzie.
Ulica od średniowiecza związana była z bankowością. Jej nazwa pochodzi od lombardzkich kupców, którzy osiedli tu w XII lub XIII wieku, podejmując się działalności bankowej. W formie Lumbardstret nazwa odnotowana została w 1318 roku. Przy ulicy mieściły się dawniej siedziby wielu brytyjskich banków, w tym Barclays oraz Lloyds. Wzdłuż ulicy dominuje zabudowa biurowa, najbliższe okolice do dziś są obszarem koncentracji sektora finansowego; nieopodal znajduje się m.in. siedziba Banku Anglii.
W domu przy tej ulicy w 1688 roku urodził się poeta Alexander Pope.